# Arycanda arycandata
Arycanda arycandata là một loài bướm đêm trong họ Geometridae.